# Lonpos
Lonpos (auch Lon-pos oder LONPOS) ist eine Familie von Puzzlespielen aus häufig zwölf verschieden geformten Teilen, mit denen ein ebenes Flächenstück ausgefüllt oder eine vierseitige Pyramide aufgebaut werden soll. 
Je nach Schwierigkeitsgrad können bis zu zehn Teile vorgegeben werden. Ist kein Teil vorgegeben, so gibt es für ein 5×11-Rechteck 92.755 und für eine 5×5×5-Pyramide 306 verschiedene Lösungen. Dies gilt jedoch nur wenn man die Blöcke weder spiegelt, noch rotiert. Andernfalls gibt es insgesamt 371.020 Lösungen für das Rechteck. Für das nach einem gleichschenkligen Dreieck geformte Flächenstück der Variante Lonpos 4D gibt es laut Spielanleitung 22.469 verschiedene Lösungen.
Die Spielereihe fördert das logische Denkvermögen sowie die dreidimensionale Vorstellungskraft. Neben den überwiegend aus Kunststoff gefertigten, nicht-elektronischen Spieleboxen sind auch Videospielversionen und Browsergames verfügbar.
Lonpos gewann 2007 den englischen Gold Award der National Association of Toy and Leisure Libraries. Jüngst wurde es 2014 in Basel auf der Bildungsmesse Didacta einem breiteren Publikum vorgestellt.

## Varianten
Von Lonpos existieren mehrere Spielvarianten, die sich in der Größe bzw. Gestalt des Flächenstücks und in der Anzahl der beiliegenden Aufgaben unterscheiden. Es folgt eine Auswahl.
| Name                              | Spielsteine                         | Spielfelder                                                                         | Erscheinungsjahr         | Kommentar                 |
| --------------------------------- | ----------------------------------- | ----------------------------------------------------------------------------------- | ------------------------ | ------------------------- |
| Lonpos Cosmic Creatures           | 12                                  |                                                                                     |                          | von lonpos.se             |
| Lonpos Colorful Cabin             |                                     |                                                                                     |                          | von lonpos.se             |
| Lonpos Clever Choice              |                                     |                                                                                     |                          | von lonpos.se             |
| Lonpos Cubic Code                 |                                     |                                                                                     |                          | von lonpos.se             |
| Lonpos Cubic Pyramid              |                                     |                                                                                     |                          | von lonpos.se             |
| Lonpos Crazy Collect              |                                     |                                                                                     |                          | von lonpos.se             |
| Lonpos Coco Cross                 |                                     |                                                                                     |                          | von lonpos.se             |
| Lonpos Crazy Chain                | 7                                   |                                                                                     |                          | von lonpos.se             |
| Lonpos Crazy Cone Lonpos 4D Yesss | 12                                  | 55, gleichschenkliges Dreieck mit um eins wachsender Feldzahl pro Reihe             | 1999, chin. Version 1997 | von lonpos.se, Rex Metall |
| Lonpos 66                         |                                     |                                                                                     |                          |                           |
| Lonpos 101                        | 12                                  | 55, 5x11-Rechteck                                                                   |                          |                           |
| Lonpos 505                        | 12                                  | 55, 5x11-Rechteck                                                                   |                          |                           |
| Lonpos 808                        | 12                                  | 55, 6x6-Raute mit einem blinden Feld und (5,3,2)-Reihen an zwei benachbarten Seiten |                          |                           |
| Lonpos J99                        | 11                                  | 45, 5x(5,4)-Rechteck                                                                |                          |                           |
| Lonpos abstrakt                   | 12                                  |                                                                                     |                          |                           |
| Logicus Puzzler                   | 11                                  | 50, J99 ergänzt um eine weitere 5er Reihe                                           |                          | von Huch                  |
| Logicus IQ Pyramide               |                                     |                                                                                     |                          | von Huch                  |
| Smartgames - IQ Fit               |                                     | 50, 5x10-Rechteck                                                                   |                          | von Jumbo                 |
| Smartgames - IQ Link              | 36                                  | 24, 2x(6,6)-Rechteck                                                                |                          | von Jumbo                 |
| Smartgames - IQ Puzzle            |                                     |                                                                                     |                          | von Jumbo                 |
| Smartgames - IQ Steps             | 8, Spielsteine mit zwei Höhenebenen | 25, 5x5-Rechteck mit versetzten Reihen                                              |                          | von Jumbo                 |
| Smartgames - IQ Twist             | 8+7, zwei Spielsteinvarianten       | 32, 4x8-Rechteck                                                                    |                          | von Jumbo                 |